# Löpbindning
Löpbindning (av danska løb), halmbindning, är en teknik som använts vid halmslöjd i de f. d. danska landskapen i Sydsverige.
Tekniken går ut på att blötta knippen av halm pressas genom en hornring eller en avslagen flaskhals till en jämntjock sträng, som sedan lindas med spån av pil eller hassel. Av sådana spirallagda och hopfogade strängar kunde man sedan tillverka t. ex. korgar och bikupor.